# 許介鱗
許介鱗（1935年9月1日—2023年7月1日），日治臺灣新竹州新竹市人，台灣著名政治學與日本殖民政治、台灣史學者。1961年自台灣大學政治學系畢業。1969年獲得東京大學法學博士，以後任教於國立台灣大學政治學系，歷任台灣大學法學院院長、社會科學院院長。1990年國立臺灣大學日本綜合研究中心成立時擔任主任。2000年從國立台灣大學專任教師退休，轉任國立臺灣大學政治學系榮譽教授、佛光大學政治學系教授。2001年成立財團法人日本文教基金會及下屬之台灣日本綜合研究所

## 經歷
- 國立台灣大學政治學系教授
- 國立台灣大學日本綜合研究中心主任
- 國立台灣大學法學院院長
- 東京大學客座教授
- 國立台灣大學社會科學院院長[3]
- 日本文教基金會台灣日本綜合研究所所長
- 國立台灣大學名譽教授[4][3]
- 日本文教基金會台灣日本綜合研究所所長[3]

## 成就
許介鱗教授專長為日本綜合研究、台灣政治史研究，有許多著作。指導過數十位研究生寫作碩士論文、博士論文，本身的著作被高達700篇的台灣碩博士論文引用為參考資料。目前為國立台灣大學政治學系名譽教授。

## 觀點
許介鱗學術專長為日本綜合研究、台灣政治史研究，有許多著作，都在說明日本從台灣掠奪的遠大於日本給台灣的。他的著作《後藤新平：一個殖民統治者的紀錄》，詳細列出日本統治台灣期間「利用鴉片詐財」、「騙殺抗日分子」、「馴養辜顯榮」、「欺騙援助中國革命」等史實。他的著作，清楚說蔣中正是「獨裁政治」而非自由派學者所稱「威權政治」，也清楚說蔣經國是特務頭子當中華民國總統，也清楚說李登輝的「民主政治」其實是「金錢政治」。
許介鱗諷刺台灣獨立運動：「（台灣）獨立建國論者，每每以美國之獨立建國為典範，殊不知美國之獨立建國代價何其高也。蓋白人於美洲開拓新天地，如其電影、小說傳誦，先屠殺並驅趕原住民印地安人，再從非洲捕捉黑人為奴隸役使。換言之，白人捨棄歐洲舊大陸，於美洲新大陸進行慘無人道之『種族大換血』，此為獨立建國之基本條件也；其後，不論拉丁美洲、非洲、亞洲，進行獨立建國者，孰能仿美國耶？自十九世紀以降至今日，從殖民地或半殖民地獨立建國者，不受列強操控而淪為附庸者幾希？」
許介鱗回憶一段親身經驗：1945年8月15日日本投降以前，台灣人呼口號統統都是「日本帝國萬歲」、「日本天皇萬歲」；可是第二天，改呼口號「中華民國萬歲」、「蔣主席（國民政府主席蔣中正）萬歲」，一夜之間全部變了。許介鱗說，一旦大勢所趨的時候，台灣人自然會改變思維與主張；現在還在主張台獨的人，是「死鴨硬嘴巴，變不過來」。
許介鱗主張台灣政黨官員不應「恃美反中」，應該看清中國崛起，不要幻想能「維持現狀」。

## 主要著作
- 許介鱗『台獨脈絡記』〈人間出版社，2019年〉
- 許介鱗『日本殖民地法制下的台灣』〈文英堂，2012年〉[12]
- 許介鱗『日本殖民統治的後遺症：台灣vs.朝鮮』〈文英堂，2011年〉[12]
- 許介鱗『孫文：最後擺脫日本人的控制』〈問津堂，2011年〉[12]
- 許介鱗『福澤諭吉：對朝鮮、台灣的謀略』〈台北：文英堂，2009年〉[12]
- 許介鱗『「對日外交」Ⅱ：為什麼盲信？』〈台北：文英堂，2009年〉[12]
- 許介鱗『「對日外交」Ⅰ：盲點在哪裡？』〈台北：文英堂，2009年〉[12]
- 許介鱗『後藤新平：一個殖民統治者的紀錄』〈台北：文英堂，2008年〉[12]
- 許介鱗『英國史綱(增訂二版)』〈三民書局，2008年〉[12]
- 許介鱗『台灣史記 日本殖民統治篇1』〈台北：問津堂，2007年〉[12]
- 許介鱗『台灣史記 日本殖民統治篇2』〈台北：問津堂，2007年〉[12]
- 許介鱗『台灣史記 日本殖民統治篇3』〈台北：問津堂，2007年〉[12]
- 許介鱗『日本殖民統治讚美論總批判』〈台北：文英堂，2006年〉[12]
- 許介鱗『日本政治制度』〈三民書局，2006年〉[12]
- 許介鱗『評比兩岸最高領導』〈問津堂，2004年〉[12]
- 許介鱗、村田忠禧編『現代中国治国論』〈東京：勉誠出版社，2004年〉
- 許介鱗『李登輝與台灣政治』〈北京：社會科學文獻出版社，2002年〉[12]
- 許介鱗『台灣史記 戰後篇‧續』卷四 李登輝時代〈台北：文英堂，2001年〉[12]
- 許介鱗『台灣的亞太戰略』〈業強出版社，2000年〉[12]
- 許介鱗編著、林道生翻譯『阿威赫拔哈的霧社事件證言』〈台北：臺原出版社，2000年〉
- 許介鱗『戰後台灣史記』〈台北：文英堂，1996年〉
- 許介鱗、蕭全政、李文志『亞太經濟合作與美國的亞太戰略』〈業強出版社，1994年〉[12]
- 許介鱗監譯、林繼文等校正、李明峻等譯『政治學入門』〈眾文圖書，1992年〉[12]
- 許介鱗『戰後日本的政治過程』〈台北：黎明文化，1991年〉
- 許介鱗『日本現代史』〈台北：三民書局，1991年〉[12]
- 許介鱗『誰最了解日本』〈北京：中國文史出版社，1989年〉
- 許介鱗『近代日本論』〈台北：故鄉出版社，1987年〉
- 許介鱗『証言霧社事件』〈東京：草風館，1985年〉
- 許介鱗『英國史綱』〈台北：三民書局，1981年〉
- 許介鱗『近代日本論』〈東京：そしえて社，1979年〉
- 許介鱗『日本政治論』〈台北：聯經出版，1977年〉
- 許介鱗『尼克森政權始末』〈台北：大林出版社，1975年〉
- 許介鱗編『水門事件的研究』〈台北：大林出版社，1974年〉

## 外部連結
- Facebook粉絲頁 https://www.facebook.com/%E8%A8%B1%E4%BB%8B%E9%B1%97-201658316856033/ （页面存档备份，存于）